# Alisma triviale
Alisma subcordatum, vodena trajnica, helofit, jedna je od dvije vrste sjevernoameričkih žabočuna, porodica žabočunovki

## Opis
Cvjetovi su uvijeni u otvorenim grozdovima na mnogim granama koje izlaze s glavne stabljike. Pojedinačni cvjetovi su oko ¼ inča (6.35 mm) u promjeru, 3 bijele latice sa mrljom žute boje na bazi, 3 čašice koje su puno kraće od latica i 6 prašnika koji okružuju žućkasto do zeleno. Podnosi sušne uvjete bolje od većine vodenih biljaka. Cherokee su ga koristili za izradu obloga za liječenje rana, modrica, oteklina i čireva, a Cree su uzimali stabljiku interno za želučane i crijevne probleme.
Listovi su u bazalnoj rozeti, uglavnom ovalni sa šiljastim vrhom, neki su suženi, zaobljeni ili spljošteni pri dnu. Listovi su do 7 inča (17 cm) dugi i 3 inča (7 cm) široki, bez dlaka, s uglavnom paralelnim žilama i dugom glatkom lisnom peteljkom.
Plod je prsten sjemenki promjera manjeg od ¼ inča koji se mijenja iz zelene u smeđu dok sazrijeva.

## Sjeme
Plodni cvjetovi razvijaju se u smeđu, okruglu sjemenu glavicu, spljoštenu na vrhu, promjera 4,1 do 7 mm, sa spljoštenim jajolikim svijetlosmeđim sjemenkama okomito oko središnje jezgre. Svaka sjemenka ima mali kljun.

## Staništa
A. triviale zahtijeva mokro i blatnjavo tlo ili plitku vodu, ali može preživjeti povremena suha stanja. Voli puno sunca. Premalo sunca rezultirat će slabim ili nikakvim cvjetanjem. Korijenov sustav je rizomatozan.

## Galerija
- A. triviale
- A. triviale
- A. triviale